# Ghatkesar
Ghatkesar è una suddivisione dell'India, classificata come census town, di 17.200 abitanti, situata nel distretto di Rangareddy, nello stato federato del Telangana. In base al numero di abitanti la città rientra nella classe IV (da 10.000 a 19.999 persone).

## Geografia fisica
La città è situata a 17° 26' 58 N e 78° 41' 7 E e ha un'altitudine di 469 m s.l.m..

## Società

### Evoluzione demografica
Al censimento del 2001 la popolazione di Ghatkesar assommava a 17.200 persone, delle quali 8.821 maschi e 8.379 femmine. I bambini di età inferiore o uguale ai sei anni assommavano a 2.249, dei quali 1.178 maschi e 1.071 femmine. Infine, coloro che erano in grado di saper almeno leggere e scrivere erano 11.711, dei quali 6.570 maschi e 5.141 femmine.